# ProA (Basketball Bundesliga)
La ProA es la segunda competición de baloncesto por detrás de la Basketball Bundesliga que se disputa en Alemania. Hasta el año 2008 la competición se denominaba 2. Basketball Bundesliga y se desarrollaba en dos grupos, norte y sur, pero desde ese año se dividió en dos subcategorías de forma jerárquica, la ProA, que es la segunda categoría y que proporciona el ascenso a la easyCredit BBL, y la ProB, con 24 equipos divididos en dos grupos, que sería la tercera categoría.

## Equipos 2024-2025
| Equipo                      | Ciudad               |
| --------------------------- | -------------------- |
| ART Giants Düsseldorf       | Düsseldorf           |
| Artland Dragons             | Quakenbrück          |
| BBC Bayreuth                | Bayreuth             |
| HAKRO Merlins Crailsheim    | Crailsheim           |
| Bozic Estriche Knights      | Kirchheim unter Teck |
| Dresden Titans              | Dresden              |
| Eisbären Bremerhaven        | Bremerhaven          |
| EPG Baskets Koblenz         | Coblenza             |
| JobStairs GIESSEN 46ers     | Giessen              |
| Medipolis Science City Jena | Jena                 |
| Nürnberg Falcons BC         | Nürnberg             |
| Phoenix Hagen               | Hagen                |
| PS Karlsruhe LIONS          | Karlsruhe            |
| RASTA Vechta II             | Vechta               |
| Römerstrom Gladiators Trier | Trier                |
| Tigers Tübingen             | Tübingen             |
| WWU Baskets Münster         | Münster              |
| VfL SparkassenStars Bochum  | Bochum               |

## Historial
El campeón y el finalista ascienden a la Basketball-Bundesliga.
| Season  | Campeón                                | Finalista                              |
| ------- | -------------------------------------- | -------------------------------------- |
| 2007–08 | Giants Nördlingen                      | Cuxhaven BasCats                       |
| 2008–09 | Mitteldeutscher                        | Phoenix Hagen                          |
| 2009–10 | Bayreuth                               | Cuxhaven BasCats                       |
| 2010–11 | Bayern Munich                          | Würzburg Baskets                       |
| 2011–12 | Mitteldeutscher                        | VfL Kirchheim Knights                  |
| 2012–13 | Rasta Vechta                           | Giants Düsseldorf                      |
| 2013–14 | Göttingen                              | Crailsheim Merlins                     |
| 2014–15 | Gießen 46ers                           | s.Oliver Würzburg                      |
| 2015–16 | Science City Jena                      | Rasta Vechta                           |
| 2016–17 | Mitteldeutscher                        | Oettinger Rockets                      |
| 2017–18 | Rasta Vechta                           | Crailsheim Merlins                     |
| 2018–19 | Hamburg Towers                         | Nürnberg Falcons                       |
| 2019–20 | No se disputó por la pandemia COVID-19 | No se disputó por la pandemia COVID-19 |
| 2020–21 | Heidelberg                             | Bayer Giants Leverkusen                |
| 2021–22 | Rostock Seawolves                      | Tigers Tübingen                        |
| 2022–23 | Rasta Vechta                           | Tigers Tübingen                        |
| 2023–24 | PS Karlsruhe LIONS                     | Skyliners Frankfurt                    |
| 2024–25 | TBB Trier                              | Science City Jena                      |

## Galardones

### Jugador del Año
| Temporada | Jugador          | Posición        | Nacionalidad              | Equipo                  |
| --------- | ---------------- | --------------- | ------------------------- | ----------------------- |
| 2007–08   | Roderick Trice   | Escolta         | Estados Unidos            | Cuxhaven BasCats        |
| 2008–09   | Wayne Bernard    | Escolta         | Estados Unidos            | MBC                     |
| 2009–10   | Jaivon Harris    | Escolta         | Estados Unidos            | BBC Bayreuth            |
| 2010–11   | Jevohn Shepherd  | Escolta-Alero   | Canadá / Jamaica          | Deutsche Bank Skyliners |
| 2011–12   | Devin Uskoski    | Alero           | Estados Unidos            | VfL Kirchheim Knights   |
| 2012–13   | Richard Williams | Base            | Estados Unidos            | SC Rasta Vechta         |
| 2013–14   | Harper Kamp      | Ala-Pívot-Pívot | Estados Unidos            | BG 74 Göttingen         |
| 2014–15   | T.J. DiLeo       | Escolta         | Estados Unidos / Alemania | Gießen 46ers            |
| 2015–16   | Marcos Knight    | Escolta         | Estados Unidos            | Science City Jena       |
| 2016–17   | Andrew Warren    | Escolta         | Estados Unidos            | Mitteldeutscher BC      |

### Jugador Más Mejorado del Año
| Temporada | Jugador           | Posición  | Nacionalidad              | Equipo                |
| --------- | ----------------- | --------- | ------------------------- | --------------------- |
| 2007–08   | Per Günther       | Base      | Alemania                  | Phoenix Hagen         |
| 2008–09   | Oliver Komarek    | Ala-Pívot | Alemania                  | USC Heidelberg        |
| 2009–10   | Mirko Damjanović  | Pívot     | Serbia / Alemania         | Saar-Pfalz Braves     |
| 2010–11   | Björn Schoo       | Pívot     | Alemania                  | USC Heidelberg        |
| 2011–12   | Paul Zipser       | Alero     | Alemania                  | USC Heidelberg        |
| 2012–13   | Akeem Vargas      | Escolta   | Estados Unidos / Alemania | BG 74 Göttingen       |
| 2013–14   | Stephan Haukohl   | Alero     | Alemania                  | Team Ehingen Urspring |
| 2014–15   | Enosch Wolf       | Pívot     | Alemania                  | VfL Kirchheim Knights |
| 2015–16   | Johannes Thiemann | Ala-Pívot | Alemania                  | Baunach Young Pikes   |
| 2016–17   | Aleksej Nikolić   | Base      | Eslovenia                 | Baunach Young Pikes   |

### Entrenador del Año
| Temporada | Entrenador           | Nacionalidad              | Equipo                |
| --------- | -------------------- | ------------------------- | --------------------- |
| 2007–08   | Andreas Wagner       | Alemania                  | Giants Nördlingen     |
| 2008–09   | Björn Harmsen        | Alemania                  | MBC                   |
| 2009–10   | Andreas Wagner (2)   | Alemania                  | BBC Bayreuth          |
| 2010–11   | Torsten Loibl        | Alemania                  | BV Chemnitz 99        |
| 2011–12   | Branislav Ignjatović | Serbia                    | VfL Kirchheim Knights |
| 2012–13   | Patrick Elzie        | Estados Unidos / Alemania | SC Rasta Vechta       |
| 2013–14   | Ralph Junge          | Alemania                  | Team Ehingen Urspring |
| 2014–15   | Denis Wucherer       | Alemania                  | Gießen 46ers          |
| 2015–16   | Björn Harmsen (2)    | Alemania                  | Science City Jena     |
| 2016–17   | Rodrigo Pastore      | Argentina                 | Niners Chemnitz       |